# Più bella di così
Più bella di così è un romanzo di Maria Daniela Raineri del 2008.

## Trama
La protagonista, Antonia, è una trentenne con un lavoro non entusiasmante, un ex ragazzo omosessuale, due genitori iperprotettivi, un'amica mezza matta e un capo non tanto comprensivo. La sua vita è sconvolta dalla comparsa di una sorella, Lucilla, di cui ignorava l'esistenza. Sono una l'esatto opposto dell'altra. Lucilla aspirante cantante-giornalista-conduttrice tv, è bella, estroversa, disordinata e magra. Dopo una convivenza forzata tra le due, Antonia si riscoprirà.